# Alberto Anelli
Alberto Anelli (Rutigliano, 6 ottobre 1944) è un cantante e compositore italiano.
Ha riscosso molti successi come compositore per altri artisti, in particolare con Tu sei quello per Orietta Berti, Siesta per Bobby Solo, L'amicizia per Herbert Pagani e L'importante è finire per Mina (su testo di Cristiano Malgioglio); ha inoltre vinto lo Zecchino d'Oro 1971 con Il caffè della Peppina.

## Biografia
Nacque il 6 ottobre 1944 a Rutigliano, in provincia di Bari. Dopo essersi trasferito a Milano, debutta come autore nell'aprile 1965 con Tu sei quello, scritta in collaborazione con il Maestro Pino Cappelletti con il testo di Luciano Beretta, portata al successo da Orietta Berti, con cui la cantante vince Un disco per l'estate 1965; nello stesso anno incide il suo primo 45 giri come cantante.
Orietta Berti vince il Festival delle rose 1965 con un'altra canzone scritta da Anelli, Voglio dirti grazie, con testo di Beretta e Miki Del Prete.
Nel 1966 partecipa alla Mostra internazionale di musica leggera con Pioggia a Venezia, dopodiché cambia casa discografica, passando alla Det, e partecipa con Il successo al Festival delle rose 1967.
Nel 1968 inizia una proficua collaborazione con Herbert Pagani, con cui ottiene un grande successo come autore scrivendo Siesta, incisa da Bobby Solo, Acapulco, con cui Anelli partecipa a Un disco per l'estate 1968 e a Settevoci, programma televisivo condotto da Pippo Baudo, e L'amicizia, incisa da Pagani.
Dopo il passaggio alla Durium, partecipa con Mezzanotte al Festivalbar 1971; nello stesso anno partecipa come ospite a Campo contro campo, gioco a premi per ragazzi della televisione svizzera, e scrive la celeberrima canzone Il caffè della Peppina, con cui vince lo Zecchino d'Oro 1971: aveva partecipato anche allo Zecchino d'Oro 1970 con Tommy Tom. Nel 1972 scrive Che giorno è, cantata da Giuliano Cederle, il cantante del gruppo Giuliano e i Notturni. 
Dopo un ulteriore cambio di casa discografica, scrive con Alberto Salerno Un uomo quando è un uomo, con cui è in gara al Cantagiro 1972, e Dimmi di no, con cui partecipa a Un disco per l'estate 1973.
L'anno successivo con Segreto, scritta con Claudio Daiano e Andrea Lo Vecchio, è a Un disco per l'estate 1974, in cui partecipa anche con autore con New York, incisa dagli Erba Verde. Sempre nello stesso anno partecipa ancora una volta allo Zecchino d'Oro con Il buio.
Nel 1975 ottiene un grande successo come autore con L'importante è finire, incisa da Mina, mentre come cantante partecipa a Un disco per l'estate 1975 con Sarà follia.
Nel 1977 scrive per Julio Iglesias Sono io, con testo di Gerardo Carmine Gargiulo.
Negli anni successivi continua l'attività sia come autore che come cantante, passando alla Dischi Ricordi ed incidendo alcuni dischi usando lo pseudonimo El Tigre, tra cui un album.
Dopo alcuni anni di pausa torna ad incidere nel 1998 per la D.V. More Record, pubblicando un cd con vecchi brani riarrangiati (tra cui anche alcuni scritti per altri e mai incisi fino a quel momento, come L'importante è finire o Vi amo tutti e due) ed una canzone inedita, Evviva il mio papà, che Paolo Limiti sceglie come sigla del suo programma televisivo Ci vediamo in tv.
Nel 1999 partecipa nuovamente allo Zecchino d'Oro con La Nina, la Pinta e la Santa Maria.

## Discografia

### Album
- 1976 - Roarr - Metti El Tigre in discoteca (Dischi Ricordi, SMRL 6188)
- 1998 - Alberto Anelli (D.V. More Record, DV 6193)

### Apparizioni
- 1969 - Cine 5 (Det, DE 5) con Odio e amore
- 1969 - Music Formula 1 (Det, MDG 2016) con Ottovolante e Odio e amore
- 1969 - I pezzi caldi (durium, ms A 77255) con Lei è l'amore e All'improvviso
- 1972 - Onda nuova (Ri-Fi, RDZ ST 14216) con L'amore è l'amore e Serenata
- 1974 - Top Hits vol. 9 - International hit parade (Joker, SM 3635) con Segreto
- 1975 - Tornerò - Hit Parade Vol. 19 (Joker, SM 3777) con Sarà follia
- 1975 - Hit Parade Volume 17 (Joker, SM 3772) con Io senza te
- 1998 - Arriva la bomba (Irma Records, IRMA 489686-2) con Ottovolante

### Singoli
- 1965 - Chiederò/Preghiera negra (Philips, SF 363 694)
- 1966 - Il sole non tramonterà/Puoi ridere di me (Philips, SF 363 707)
- 1967 - Lei lei lei/Un colpo dritto al cuore (Det,  DTP 10)
- 1967 - Il successo/Un uomo senza pietà (Det, DTP 17)
- 1968 - Acapulco/Toh!Guarda guarda (Det, DTP 26[14])
- 1968 - La valigia/Crederai (Det, DTP 39)
- 1969 - Ottovolante/Odio e amore (Det, DTP 43[15])
- 1970 - All'improvviso/Lei è l'amore (Durium, Ld A 7687)
- 1971 - Mezzanotte/Sabato (Durium, Ld A 7719)
- 1972 - Un uomo quando è un uomo/Serenata (Ri-Fi, RFN 16496[16])
- 1972 - L'amore è amore/Un uomo quando è un uomo (Ri-Fi, RFN 16519)
- 1973 - Dimmi di no/Aiuto, ti amo (Joker, M 7162)
- 1974 - Segreto/Mi manchi tu (Joker, M 7172)
- 1975 - Sarà follia/io senza te (Joker, M 7191)
- 1975 - Baby/Happiness is (Dischi Ricordi, SRL 10765; inciso come El Tigre)
- 1976 - Op eh op/Life is easy (Dischi Ricordi, SRL 10796; inciso come El Tigre)
- 1977 - Figure/Woman (Dischi Ricordi, SRL 10836; inciso come El Tigre)